# Effetto Amore
Effetto Amore es un álbum publicado en 1985, contiene el tema Magic Oh Magic con el que por segunda vez, Al Bano & Romina Power participaron en Eurovision consiguiendo el séptimo lugar; de nuevo. También contenía la canción número uno en el Festival de San Remo de 1984: Ci Sarà.

## Canciones
1. "Canzone Blu"
2. "Al Ritmo Di Beguine (Ti Amo)"
3. "L'Amore È"
4. "Ciao, Auf Wiedersehen, Goodbye"
5. "Quando Un Amore Se Ne Va"
6. "It's Forever"
7. "Magic Oh Magic"
8. "Ci Sarà"
9. "Grazie"
10. "Leo, Leo"
11. "Un Isola Nella Città"
12. "Gli Innamorati"